# Листоед лапландский
Листоед лапландский (лат. Chrysomela lapponica) — вид жуков-листоедов из подсемейства хризомелин. Распространён в Центральной, Северной и Восточной Европе, в Сибири, на Алтае, в Туве, в киргизском Тянь-Шане, в Монголии, Дальнем Востоке России, северо-восточном Китае и Японии. Кормовыми растениями являются представители ивовых и берёзовых.

## Описание
Длина тела взрослых насекомых 5—8,9 мм. Тело тёмно-синее, синевато-зелёное или черновато-зелёное, металлически блестящее. Надкрылья рыжие с синевато-зелёным рисунком — шовными линиями, основным пятном или поперечной полосой, срединной поперечной полосой и крюковидной вершинной отметиной, либо сплошь окрашен в синевато-зелёный цвет (последний вариант это аберрация Ch. l. ab. bulgharensis); хотя рисунок на надкрыльях очень разнообразен. Переднеспинка без продольного срединного желобка.

## Экология
Представители питаются на иве (ива северная, ива пятитычинковая, ива мирзинолистная, ива козья, ива сизая, ива филиколистная, ива ломкая, ива ушастая, ива пепельная), берёзе (берёза пушистая), тополе (осина, Populus x euramericana) и вязе.

### Химическая защита
Личинки лапландского листоеда, питающиеся на иве накапливают в оборонительных железах химические соединения — салицин, и некоторые другие гликозиды, которые помогают личинкам защищаться от хищников и бактериальных инфекций. Из полученного салицина получается салициловый альдегид в результате реакции β-глюкуронидаза и оксидаза спирта салицила (SAO). Другие лиственные глюкозидовые спирты не оксидизируются, но деглюколизуются и этерифицируются изомасляной и 2-метилмасляной кислотами. Как и некоторые другие представители рода Chrysomela определённые популяции лапландского листоеда после питания на ивах перебираются на не вырабатывающие салицин берёзы.